# آرتور لودل
آرتور لودل (انگلیسی: Arthur Lowdell؛ ۷ نوامبر ۱۸۹۷ – ۱۹۷۹ (۸۱−۸۲ سال)) بازیکن فوتبال اهل بریتانیا بود.
از باشگاه‌هایی که در آن بازی کرده‌است می‌توان به باشگاه فوتبال شفیلد ونزدی و باشگاه فوتبال تاتنهام هاتسپر اشاره کرد.